# Sea Birds Preservation Act 1869
La Sea Birds Preservation Act 1869 (32 & 33 Vict. c. 17) va ser una Llei del Parlament del Regne Unit, la qual protegia per primer cop les aus marines d'aquest país.

## Història
El 1868, el professor Alfred Newton es va adreçar a la British Association for the Advancement of Science amb la carta "On the Zoological Aspect of the Game Laws" (Sobre l'aspecte zoològic de les lleis de caça). El seu objectiu era instar a la protecció d'aus rapinyaires i marines durant l'època de reproducció. L'Associació britànica va nomenar una comissió per proposar el tancament de la caça durant la temporada de cria. El comitè estava format per Frank Buckland, Henry Eeles Dresser, William Bernhardt Tegetmeier i Henry Baker Tristram. James Edmund Harting optaria posteriorment a formar part del comitè.
El discurs del Newton va citar la destrucció de les aus marines a l'Illa de Wight i a Flamborough Head. La gran publicitat del seu discurs, va conduir a la condemna pública dels residents de Bridlington. El Reverend Henry Frederick Barnes-Lawrence del Priorat de Bridlington va dur a terme una reunió de clergues i naturalistes locals per constituir l''Association for the Protection of Sea-Birds. La coalició Barnes-Lawrence va tenir el suport de Francis Orpen Morris, William Thomson, Arquebisbe de York, i el diputat local Christopher Sykes.
Igual que amb moltes de les lleis de benestar animal abans de 1900, la seguretat dels animals no va ser la raó principal per dictaminar la llei. Les aus marines eren útils als mariners per advertir des de terra el mal temps. Si un vaixell es trobava a la boira, i els mariners podien escoltar les aus marines als voltants, llavors se sabria que eren a prop de terra. Així doncs, si la població d'aus marines es reduís, no tindrien aquest sistema previ d'alerta.

## La Llei
La llei va ser presentada per Christopher Sykes (diputat local), els Srs. Clay i Ward Jackson en nom de l'Association for the Protection of Sea-Birds. Va ser dissenyada per reduir els efectes de disparar sobre les aus i contra la recol·lecció d'ous durant l'època de cria. Va donar protecció limitada a diferents espècies com: Àlicids, Paràsit gros, Gralla de bec vermell, Fraret atlàntic, Calàbries, Èider, Fulmar, Mascarell comú, Podicipediforme, Guillemot, Gavina, Gavineta, Calàbria del Pacífic, Marrot, Mergus, Uria (gènere), Garsa de mar, Petrell, Fraret atlàntic, Gavot, Àlcid, Gavina cendrosa, Lloro de mar, Estèrnid, Baldriga, Ànec blanc, Estercoràrid, Bec de serra petit, Mascarell comú, Gavineta, Estèrnid, Somorgollaire alablanc, Somorgollaire".